# Telenärvaro

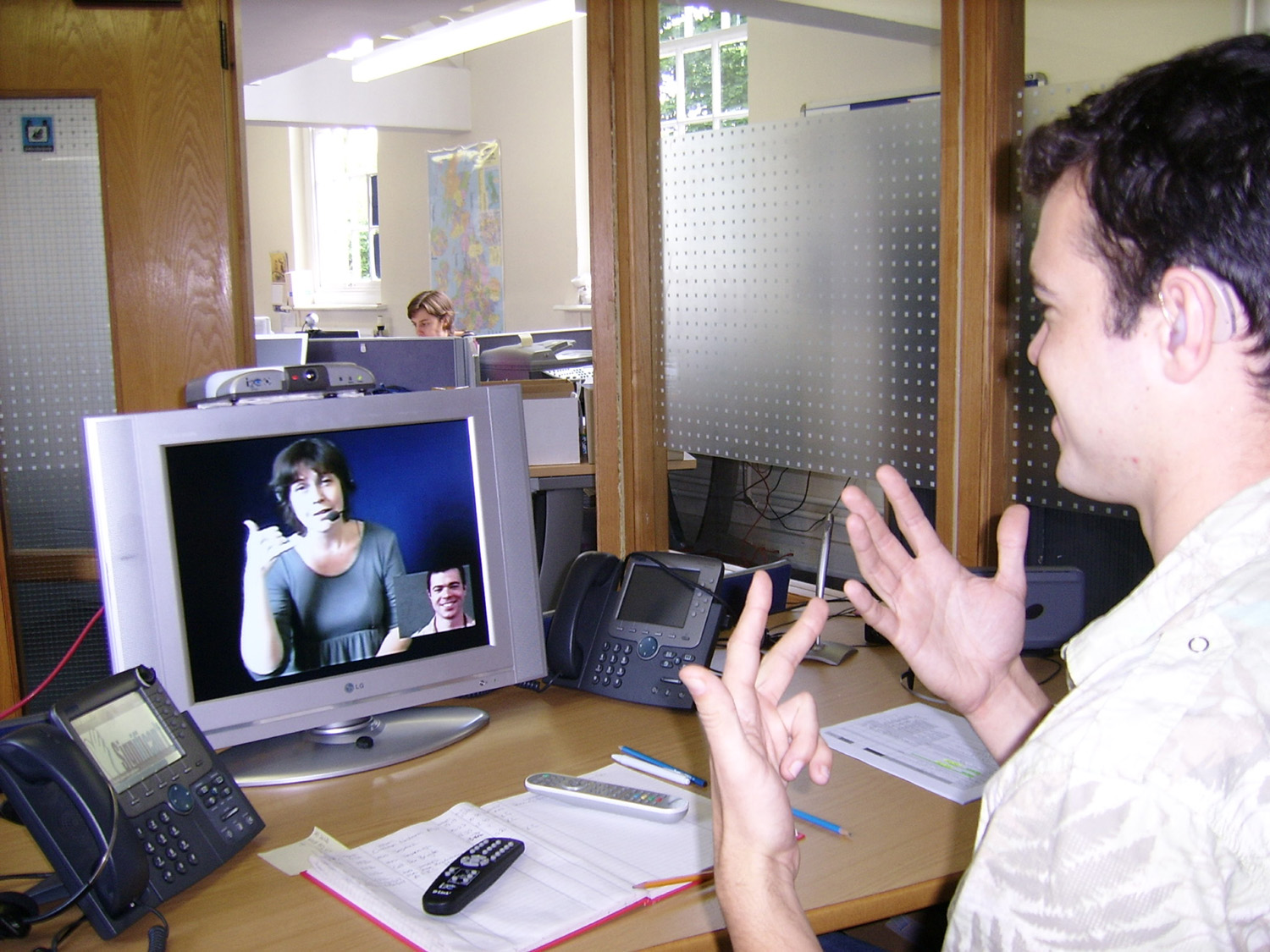
Telenärvaro.

Telenärvaro innebär att vara närvarande genom telekommunikation och är även ett samlingsnamn för en rad olika teknologier som låter en person känna sig närvarande trots att man är långt borta. Man skapar samma effekt i grupper på distans som när alla medlemmar är på plats fysiskt. Det handlar till exempel om videokonferenssystem eller möjligheten att utföra fysiska arbeten utan att för den sakens skull behöva vara på plats rent fysiskt.